# 科德馬區

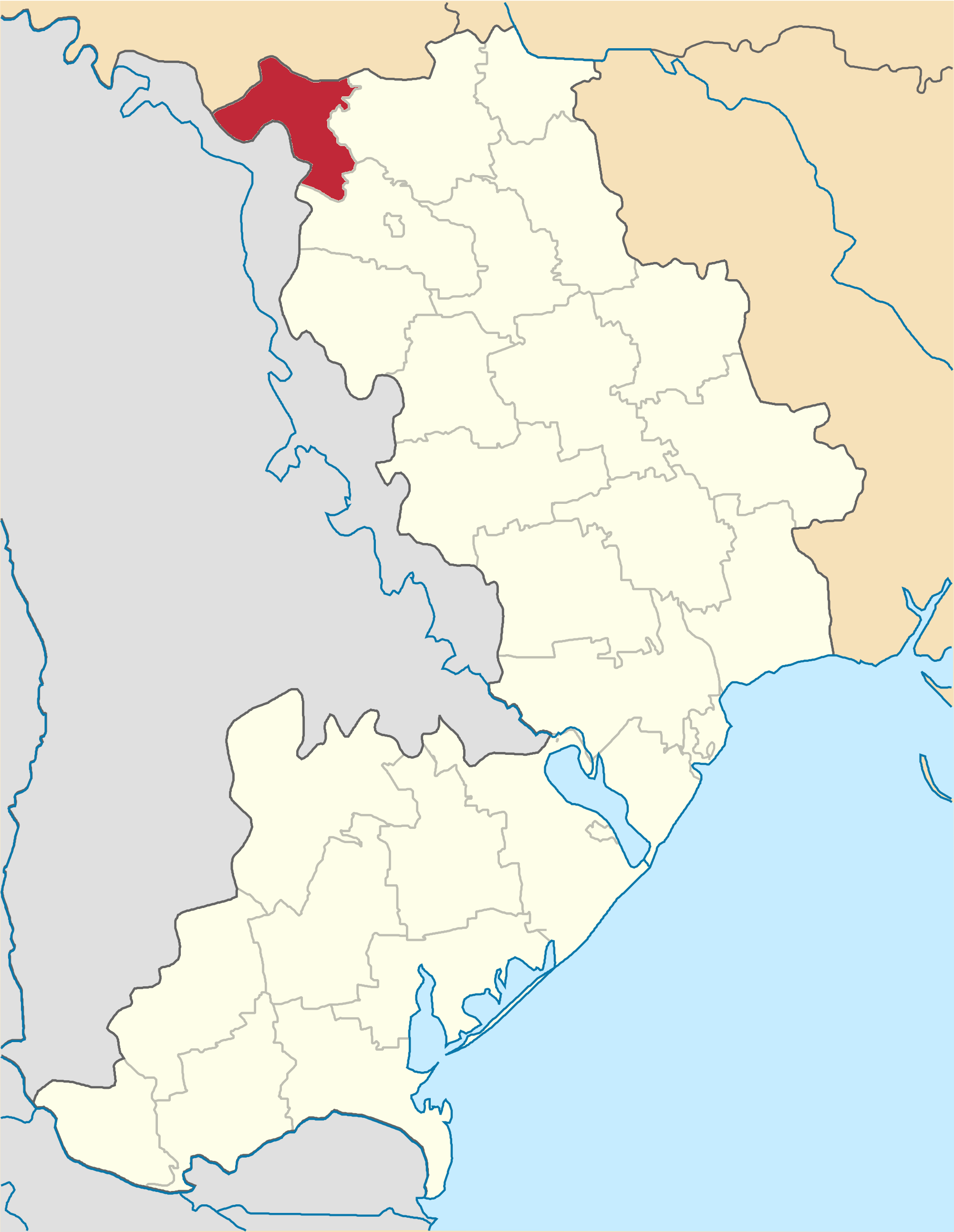
撤销前科德馬區在敖德萨州的位置

科德馬區（烏克蘭語：Кодимський район），曾是烏克蘭的一個區，位於該國西南部，由敖德薩州負責管轄，首府設於科德馬，面積818平方公里，2013年人口30,146，人口密度每平方公里36.9人。
该区在2020年7月18日的乌克兰行政区划改革中被撤销，改革后敖德萨州下分为7个区，科德馬區合并至波多利斯克区。